# Крансо
Крансо (фр. Crançot) насеље је и општина у источној Француској у региону Франш-Конте, у департману Јура која припада префектури Лон ле Соније.
По подацима из 2011. године у општини је живело 586 становника, а густина насељености је износила 40,78 становника/km². Општина се простире на површини од 14,37 km². Налази се на средњој надморској висини од 520 метара (максималној 561 m, а минималној 450 m).

## Демографија
| 1962. | 1968. | 1975. | 1982. | 1990. | 1999. | 2011. |
| ----- | ----- | ----- | ----- | ----- | ----- | ----- |
| 362   | 376   | 355   | 454   | 485   | 489   | 586   |

График промене броја становника у току последњих година